# Jorge Prelorán
Jorge Ricardo Preloran (Buenos Aires, Argentina; 28 de maig de 1933-Culver City, els Estats Units; 28 de març de 2009), actor i director va ser un dels principals referents del cinema etnogràfic argentí.

## Activitat professional
Les seves obres documenten les anomenades “cultures moribundes”, denunciant el procés de transculturació produït en les zones rurals argentines, a causa de la influència dels nous elements introduïts per la tecnologia, (ràdio, bicicleta, automòbil), i a la capacitat d'adaptació de l'home per a controlar l'ambient on viu.
Les seves pel·lícules documentals es refereixen als éssers humans i les seves activitats, i funcionen a manera de testimoniatges de la multiplicitat de cultures existents en el món.
Els seus personatges sempre pertanyen a zones rurals marginals amb poc accés als mitjans de comunicació.
Preloran defineix el seu cinema com a "Geografia Humana"; amb les seves pel·lícules intenta demostrar que els desitjos i aspiracions de l'ésser humà són bàsicament iguals en qualsevol lloc de la terra, i aquesta semblança és tan forta que les diferències materials s'acaben tornant superficials i poc importants.
Preloran es va proposar reduir les distàncies i el racisme a través del coneixement profund d'altres pobles. S'oposa als documentals etnogràfics que enfoquen solament l'exòtic i el cas estrany d'altres cultures.
De temperament humil, lliure de prejudicis metropolitans de superioritat i de tot afany de prestigi personal, les seves pel·lícules van ser produïdes amb molt d'esforç i escassos recursos, malgrat el reconeixement que últimament ha tingut la seva tasca.
Preloran ha ensenyat a la School of Theater, Film and Television at UCLA de 1976 a 1994. En 2007 va donar els seus arxius al Human Studies Film Archives, Smithsonian Institution, on es preserven les seves pel·lícules.
Va desenvolupar també la seva activitat docent a l'Argentina, sent director del Mestratge de cinema documental de la Universitat del Cinema (Buenos Aires)
En 1981 li va ser atorgat el Premi Konex de Platí concedit per la Fundació Konex, per la seva llarga trajectòria i contribució a la cultura.
Preloran va morir en Culver City en 2009, als 75 anys d'edat.

## Filmografia
- 1994 – Onsesivo (curt)
- 1993 – Patagonia, en busca de su remoto pasado (Sèrie televisiva en set parts)
- 1989 – Zulay frente al siglo XXI (llargmetratge documental)
- 1983 - Mi tía Nora (llargmetratge)
- 1980 - Luther Metke at 94 (cortometraje documental)
- 1980 – Castelao (Biografía de un ilustre gallego)
- 1980 – Héctor di Mauro. Titiritero (curtmetratge)
- 1978 - Los hijos de Zerda (documental)
- 1978 – La máquina (curtmetratge)
- 1970 – La iglesia de Yavi (curtmetratge)
- 1975 – Cochengo Miranda (documental)
- 1974 – Los Guarao (curtmetratge)
- 1973 – The Ona: life and death in Tierra del Fuego (fotografía y edición)
- 1972 - Valle Fértil
- 1972 – Claudia (curtmetratge)
- 1972 – La iglesia de Yavi (curtmetratge)
- 1971 – Remate en estancia (curtmetratge)
- 1971 – The redtailed Comet Hummingbird (productor i editor) (curtmetratge)
- 1971 – Manos pintadas (curtmetratge)
- 1971 – El grno dorado (curtmetratge)
- 1970 – Damacio Caitruz (Araucanos de Ruca Choroy) (curtmetratge)
- 1969 – Medardo Pantoja (curtmetratge)
- 1969 – Hermógenes Cayo (Imaginero), (documental musicalitzat per Leda Valladares)
- 1969 – Fiestas en Volcán Higueras (curtmetratge)
- 1969 – Señalada en Juella (curtmetratge)
- 1969 – La feria en Yavi (curtmetratge)
- 1968 – Iruya (curtmetratge)
- 1968 – Chucalezna (curtmetratge)
- 1968 - Araucanos de Ruca Choroy (documental)
- 1968 – Artesanías santiagueñas (curtmetratge)
- 1967 – Un tejedor de Tilcara (curtmetratge)
- 1967 – Salta y su fiesta grande (curtmetratge)
- 1967 – El Tinkunaco (curtmetratge)
- 1966 – Claudia y yo (curtmetratge)
- 1966 – Purmamarca (curtmetratge)
- 1966 – Viernes Santo en Yavi (curtmetratge)
- 1966 – Quilino (curtmetratge)
- 1966 – Ocurrido en Hualfin (Codirigit amb Raymundo Gleyzer) (curtmetratge)
- 1966 - Casabindo (curtmetratge)
- 1965 – El gaucho de Corrientes (curtmetratge)
- 1965 – Feria en Simoca (curtmetratge)
- 1965 – Máximo Rojas, monturero criollo (curtmetratge)
- 1965 – Reptiles fósiles triásicos de la Argentina (curtmetratge)
- 1965 – El estudio de los vegetales (curtmetratge)
- 1965 – Dinosaurs - the age of reptiles (curtmetratge)
- 1965 – La biología experimental (curtmetratge)
- 1964 – Potencial dinámico de la República Argentina (curtmetratge)
- 1964 – Anfibios, reproducción y desarrollo (curtmetratge)
- 1963 – Costa patagónica (curtmetratge)
- 1963 – La Patagonia argentina (curtmetratge)
- 1963 – Costumbres neuquinas (curtmetratge)
- 1963 – El gaucho de Salta (curtmetratge)
- 1963 – El gaucho argentino hoy (curtmetratge)
- 1963 – El gaucho de las Pampas (curtmetratge)
- 1963 – El gaucho de Corrientes (curtmetratge)
- 1954 – El llanero (curtmetratge)
- 1965 – Ocurrido en Hualfín (migmetratge)
- 1951 – Deat, Be not Proud (curtmetratge)
- 1959 – This is the UCLA (curtmetratge)
- 1958 – Mackinac Island
- 1957 – The invictorius one
- 1956 – At the tree o'clock
- 1954 – Venganza (curtmetratge)

## Premis i distincions
Premis Óscar
| Any  | Categoria              | Pel·lícula         | Resultat |
| ---- | ---------------------- | ------------------ | -------- |
| 1981 | Millor curt documental | Luther Metke at 94 | Nominat  |